# Генрі Дейл

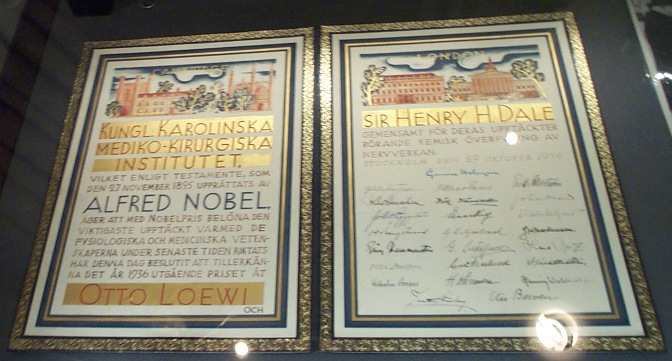
Диплом Генрі Дейла

Сер Ге́нрі Га́ллет Дейл (англ. Henry Hallett Dale, * 9 червня, 1875, Лондон, Англія — † 23 липня, 1968) —  англійський нейробіолог, лауреат  Нобелівської премії з фізіології або медицини 1936 року (спільно з Отто Леві) «за відкриття, пов'язані з хімічною передачею нервових імпульсів».
Спільно з хіміком Джорджем Баргером виявили невідому раніше біологічно активну речовину, надалі ідентифіковану як β-імідазол-етиламін, що пізніше отримала назву гістамін. Через кілька років, в дослідах на тваринах, Дейл встановив, що введення гістаміну, збільшувало шлункову секрецію, таким чином сприяючи розвитку  виразкової хвороби.